# Mimenicodes opacoides
Mimenicodes opacoides là một loài bọ cánh cứng trong họ Cerambycidae.